# Kathleen Scheer
Kathleen Marie Scheer (ur. 11 września 1989 w Waszyngtonie) – amerykańska koszykarka występująca na pozycji silnej skrzydłowej.
W 2008 została uznana za najlepszą zawodniczkę szkół średnich stanu Missouri, była też trzykrotnie wybierana najlepszą zawodniczką konferencji Four Rivers, zaliczono ją także do składu WBCA Honorable Mention All-America. W 2007 została zaliczona do I składu najlepszych zawodniczek stanu, natomiast w 2006 do drugiego.
W 2010 przeszła operację prawego ramienia, natomiast w lipcu następnego roku lewego kolana.
6 października 2018 została zawodniczką Cosinus Widzewa Łódź.

## Osiągnięcia
Stan na 12 listopada 2017, na podstawie, o ile nie zaznaczono inaczej.
NCAA
- Uczestniczka:
  - rozgrywek Elite 8 turnieju NCAA (2010–2012)
  - turnieju NCAA (2009–2012)
- Mistrzyni:
  - turnieju konferencji Atlantic Coast (ACC – 2010, 2011)
  - sezonu regularnego ACC (2010–2012)
- Zaliczona do I składu All-ACC Academic Team (2011, 2012)

Indywidualne
- MVP miesiąca SEABL (maj 2017)
- Defensywna zawodniczka roku australijskiej ligi SEABL (2017)[4]
- Zaliczona do I składu SEABL (2015–2017)
- Liderka SEABL w[4]:
  - asystach (2017)
  - blokach (2016, 2017)